# وانگ زی‌یی
وانگ زی‌یی (چینی ساده: 王子异؛ زادهٔ ۱۳ ژوئیه ۱۹۹۶) که با نام هنری بوگی (انگلیسی: Boogie) نیز شناخته می‌شود رپر، رقصنده و خواننده اهل چین است. او عضو گروه پسرانهٔ چینی بی‌بی‌تی و عضو پیشین گروه ناین پرسنت است. وانگ زی‌یی با شرکت به عنوان کارآموز تحت لیبل سیمپلی جوی میوزیک در برنامهٔ واقع‌نمای رقابتی آیدل پرودوسر به شهرت رسید. او در نهایت با کسب رتبهٔ هفتم، به جمع اعضای نهایی گروه ناین پرسنت پیوست. این گروه موفقیت چشم‌گیری در چین کسب کرد و طبق برنامه، برای مدت ۱۸ ماه به فعالیت پرداخت. پس از برگزاری کنسرت خداحافظی نهایی این گروه در ۱۲ اکتبر ۲۰۱۹ در شهر گوانگ‌ژو، وانگ زی‌یی فعالیت حرفه‌ای خود را به عنوان هنرمند انفرادی ادامه داد.
در ۳۱ مه ۲۰۲۱، مشخص شد که وانگ در دعوی حقوقی علیه شرکت سیمپلی جوی میوزیک شکست خورده است. این شکایت به دلیل نقض مفاد مختلف قرارداد از سوی شرکت مطرح شده بود، اما دادگاه منطقهٔ چائویانگ پکن درخواست فسخ قرارداد وانگ را نامعتبر اعلام کرد. وانگ پس از آن اعلام کرد که قصد دارد نسبت به این حکم در دادگاهی دیگر درخواست تجدیدنظر ارائه دهد.

## فیلم‌شناسی

### مجموعه تلویزیونی
| سال  | عنوان                | عنوان چینی     | نقش        | توضیحات      | منابع |
| ---- | -------------------- | -------------- | ---------- | ------------ | ----- |
| ۲۰۲۰ | آی‌پارتمنت ۵          | 爱情公寓5      |            | حضور افتخاری | [ ۳ ] |
| ۲۰۲۰ | ما همگی تنها هستیم   | 怪你过分美丽   | شو لینگ    | آی‌چی‌یی       |       |
| ۲۰۲۲ | چرا زنان عاشق می‌شوند | 不会恋爱的我们 | گو جیا شین | یوکو         |       |
| ن/م  | نابغهٔ یگانه          | 云襄传         |            |              |       |
| ن/م  | سلام، عشق من         | 芳心荡漾       |            |              |       |
| ن/م  | سلام زندگی زیبا      | 心想事成       | یو فی      |              | [ ۴ ] |